# Зенцов Роман Павлович
Зенцо́в Рома́н Па́влович (*10 вересня 1973, Брянськ, Росія) — російський  спортсмен, спеціаліст зі змішаних бойових мистецтв (англ. MMA), член клубу «Red Devil Sport Club», лідер націоналістичного руху «Опір». Чемпіон світу зі змішаних бойових мистецтв у важкій ваговій категорії за версією M-1 (2003 – 2005 роки).
На його рахунку перемоги над такими бійцями, як Педру Різзу, Гілберт Айвел, Боб Шрайбер і Алессіо Сакара. У 2005 – 2006 роках Зенцов був одним із постійних спаринг-партнерів Федора Ємельяненка.
На правій руці має татуювання «宫本 武 蔵» (самурай Муямото Музесі).